# Amphitrogia amphidecta
Amphitrogia amphidecta är en fjärilsart som beskrevs av Butler 1879. Amphitrogia amphidecta ingår i släktet Amphitrogia och familjen nattflyn. Inga underarter finns listade i Catalogue of Life.